# مولاپووابویانگ، بوتسوانا
مولاپووابویانگ (به انگلیسی: Molapowabojang) شهری در ناحیهٔ جنوبی کشور بوتسوانا است که در سال ۲۰۰۰ میلادی ۷٬۴۹۹ نفر جمعیت داشته که از این تعداد، ۳٬۵۳۳ نفر مرد و ۳٬۹۶۶ نفر زن بوده‌اند.